# Iwan Wołoszyn
Iwan Mytrofanowycz Wołoszyn (ukr. Іван Митрофанович Волошин, ur. 1896 we wsi Podgorowka w guberni charkowskiej, zm. 10 stycznia 1954 w Charkowie) – polityk Ukraińskiej SRR.

## Życiorys
Od 1915 do 1917 służył w rosyjskiej armii, w 1919 pracował w gminnym komisariacie wojskowym w Starobielsku, w 1920 służył w Armii Czerwonej. W 1921 został członkiem RKP(b), w 1922 został przewodniczącym komitetu wykonawczego rady rejonowej w Starobielsku, później w Biłołućku i Biłowodśku (do 1926). Od 1926 do 1929 kierował okręgowym oddziałem rolnym w Starobielsku, w 1932 ukończył Charkowski Instytut Rolniczy i został dyrektorem trustu w obwodzie donieckim, później pełnomocnikiem Komitetu Zapasów Produktów Rolnych przy Radzie Komisarzy Ludowych ZSRR na rejon dworiczniański w obwodzie charkowskim i następnie przewodniczącym komitetu wykonawczego dworiczniańskiej rady rejonowej. Później do 1941 kierował charkowskim obwodowym oddziałem rolnym, a w latach 1942–1943 czelabińskim obwodowym oddziałem rolnym, w 1943 objął funkcję przewodniczącego Komitetu Wykonawczego Charkowskiej Rady Obwodowej, którą sprawował do śmierci, od 28 stycznia 1949 do końca życia był zastępcą członka KC KP(b)U/KPU. 28 sierpnia 1944 i 23 stycznia 1948 nadano mu Order Lenina.